# ساختمان اداره ایالتی جیمز کی. پولک
ساختمان اداره ایالتی جیمز کی. پولک (انگلیسی: James K. Polk State Office Building) ساختمانی ۲۴ طبقه به ارتفاع ۱۱۹ متر در نشویل، تنسی است که در سال ۱۹۸۱ تکمیل شد.